# Анновка (Репкинский район)
Анновка (укр. Ганнівка) — часть села Грибова Рудня, бывший хутор в Репкинском районе Черниговской области Украины. Было подчинено Грибоворуднянскому сельсовету.

## История
Согласно справочнику «Українська РСР. Административно-теріторіальний поділ на 01 вересня 1946 року» хутор числился в составе Грибоворуднянского сельсовета Добрянского района, затем согласно справочнику «Українська РСР. Административно-теріторіальний поділ на 01 січня 1972 року» — не числился.
Хутор был включён в состав села Грибова Рудня, без сохранения статуса.

## География
Сейчас бывшее село образовывает юго-западную часть села Грибова Рудня — расположено на левом и правом берегах реки Сухой Вир. Улица Партизанская связывает с остальной частью Грибовой Рудни.
Улицы: Лесная, Партизанская.